# Andry Rajoelina
Andry Nirina Rajoelina (sinh ngày 30 tháng 5 năm 1974) là một chính khách Madagascar, hiện đang là tổng thống Madagascar kể từ năm 2019. Trước đây ông từng là chủ tịch cơ quan chuyển tiếp quyền lực cao Madagascar (nguyên thủ quốc gia), được quân đội đưa vào chức vụ này tháng 3 năm 2009 vào thời điểm kết thúc cuộc khủng hoảng chính trị tại Madagascar hồi năm 2009. Ông đã đảm nhiệm chức vụ thị trưởng Antananarivo, thủ đô Madagascar từ tháng 12 năm 2007 đến tháng 1 năm 2009. Trong thời gian làm thị trưởng, ông kịch liệt phản đối tổng thống Marc Ravalomanana, cuối cùng đã dẫn đến các cuộc biểu tình phản đối, cùng với sự can thiệp của quân đội, đã dẫn đến việc tổng thống Ravalomanana phải từ chức.